# Комплекс обработки избирательных бюллетеней

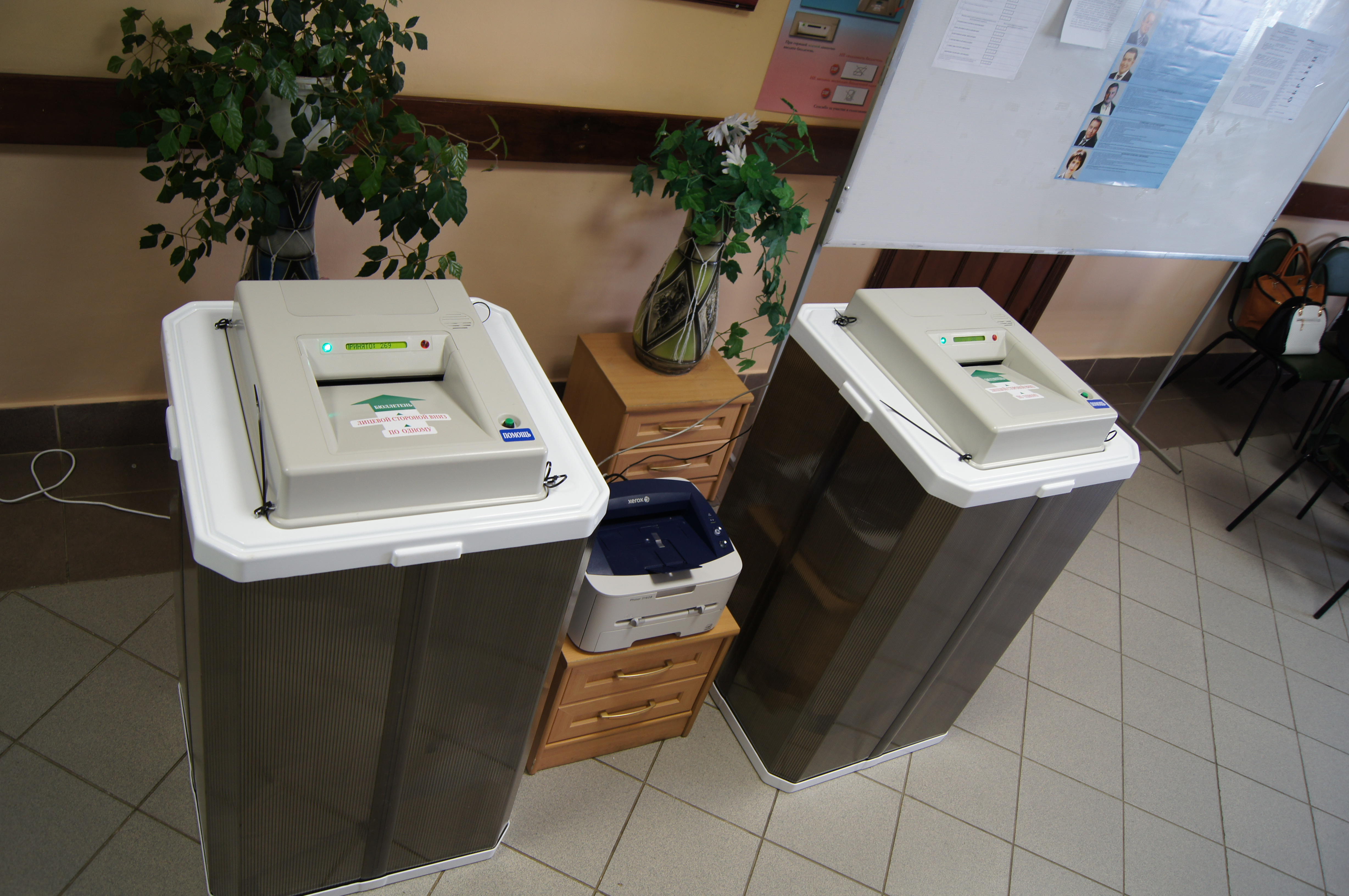

Ко́мплекс обрабо́тки избира́тельных бюллете́ней (КОИБ) (в обиходе также называется электро́нная  	у́рна) — электронное устройство для подсчёта голосов избирателей на выборах в России. Для голосования при помощи КОИБ используются бумажные бюллетени, которые сканируются и распознаются прибором, производящим подсчёт. В широком смысле, КОИБ представляет собой целый аппаратно-программный комплекс, в функции которого входит не только подсчёт голосов, но и автоматизированное выполнение прочих стандартных процедур, предусмотренных избирательным законодательством. На подключённый к нему принтер может выводиться протокол избирательной комиссии, который также в автоматическом режиме может быть передан по телекоммуникационным сетям в вышестоящую избирательную комиссию. Благодаря этим возможностям весь комплекс рассматривается как составная часть системы ГАС Выборы. Оптические приборы для КОИБ разработаны и производятся ЛОМО.
Всего в стране насчитывается около 5 тысяч КОИБов. Об этом журналистам в июле 2016 сообщила председатель ЦИК России Элла Памфилова. По словам члена Центризбиркома РФ Александра Кинева, комплексы будут использоваться на выборах депутатов Государственной думы, если в избирательной кампании примут участие не более 20 партий.

## Цель разработки и технические особенности

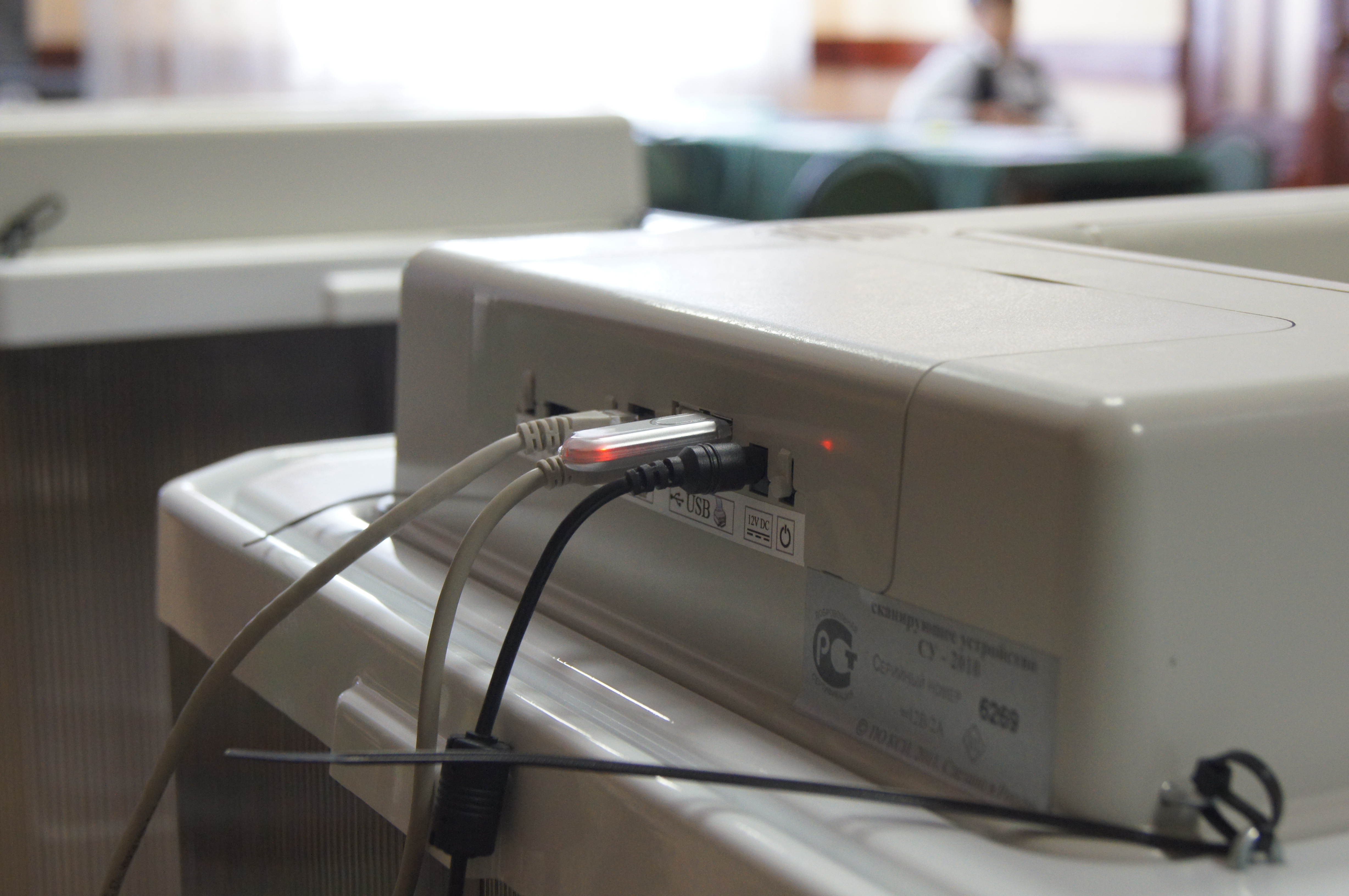
Головной сканер

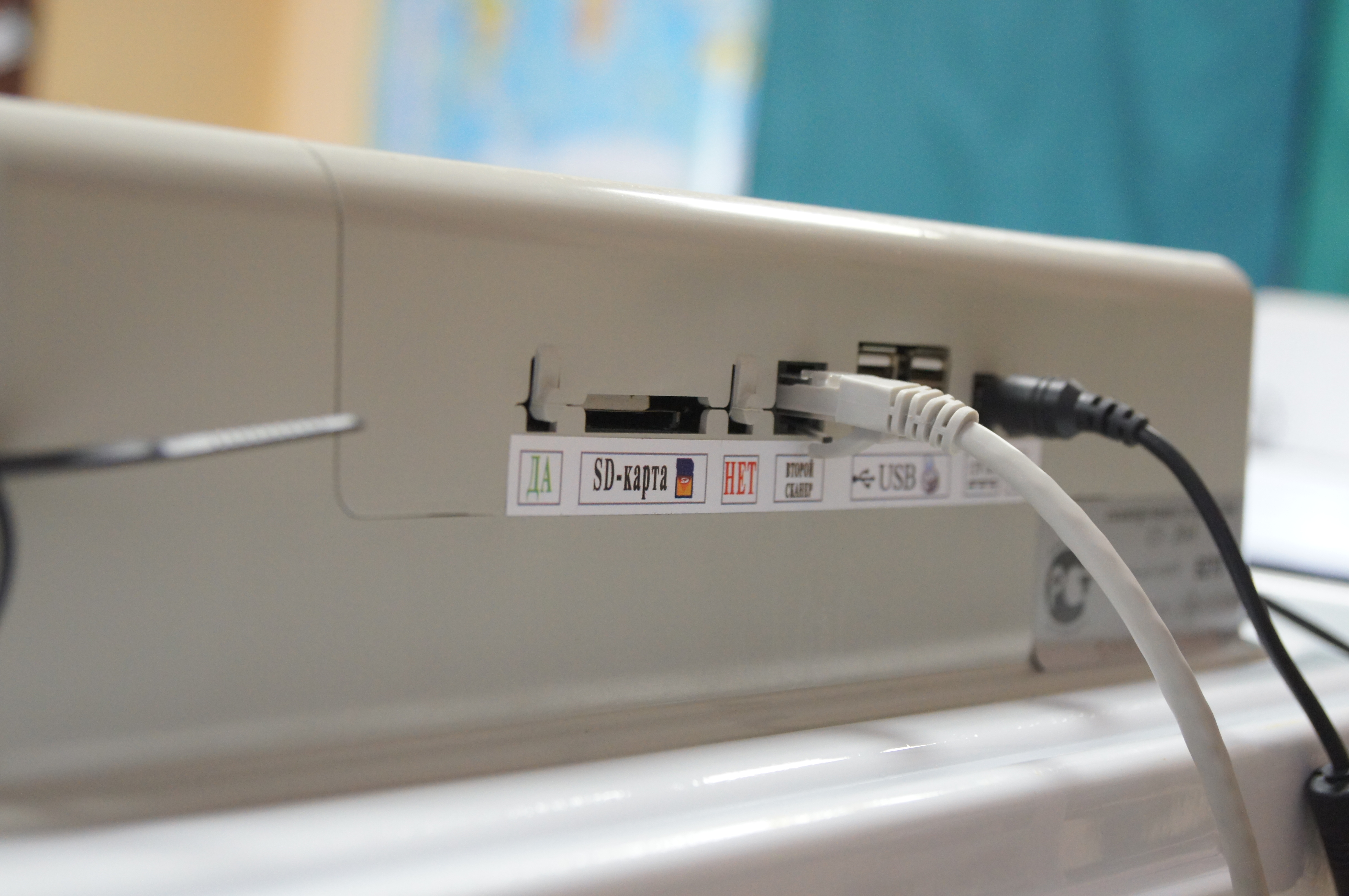
Резервный сканер

Декларируемыми целями разработки КОИБ являлись:
- Сокращение времени установления итогов голосования и составления протокола об итогах голосования участковыми комиссиями;
- Минимизация человеческого фактора при подсчёте голосов;
- Повышение доверия граждан к избирательному процессу (с. 111[5]).

КОИБ состоит из накопителя для бюллетеней и приёмного устройства, выполненного в виде крышки избирательного ящика, в которой объединена вся электронная аппаратная часть комплекса, основу которой составляет микропроцессор с подключённым к нему сканером. Для хранения данных комплекс снабжён ПЗУ, имеется также возможность подключения карты памяти SD. 

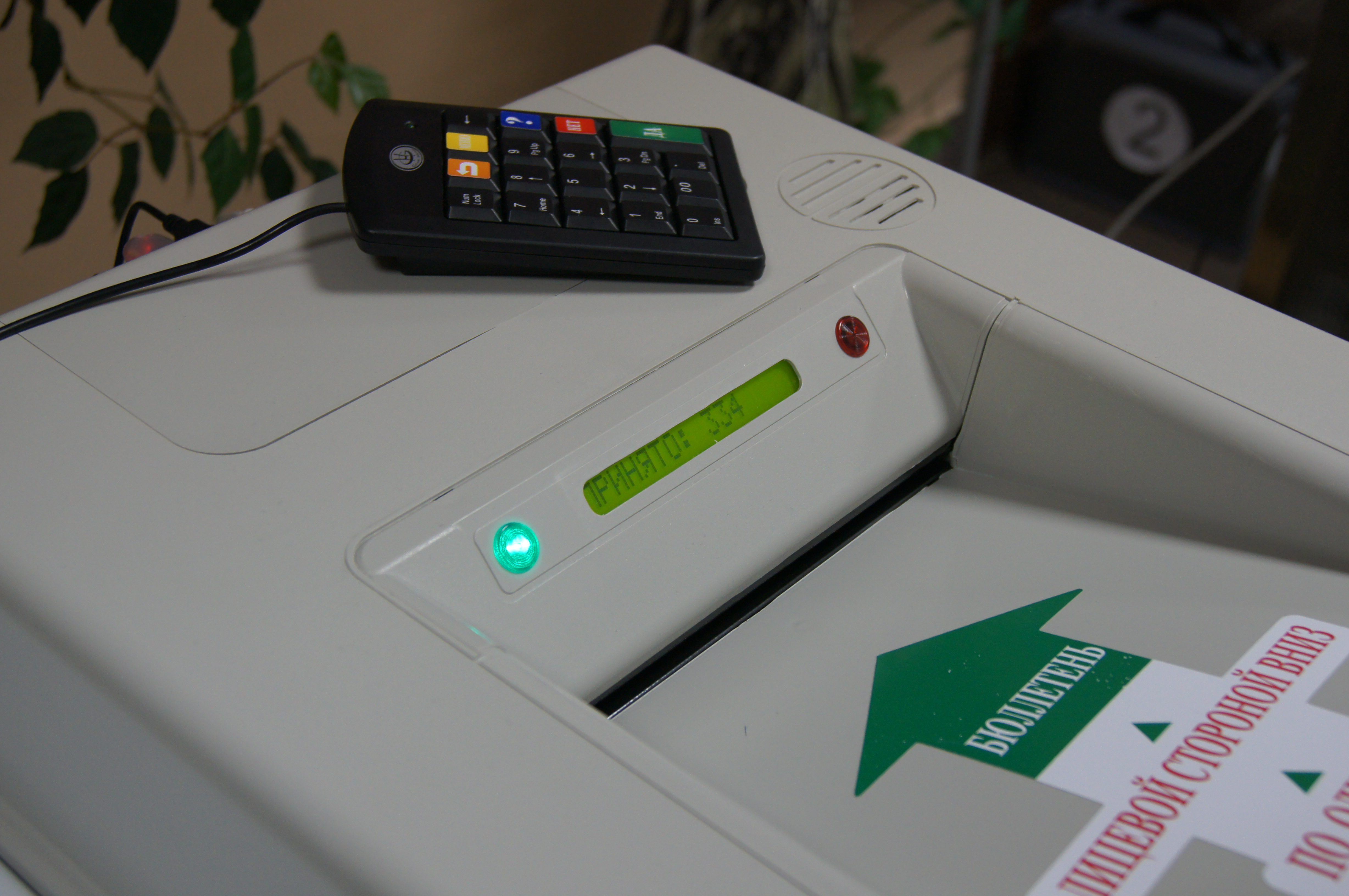
Клавиатура

 Имеется клавиатурное устройство ручного ввода, необходимое для настройки комплекса, переключения режимов (тестовый режим и режим голосования) и исполнения ряда стандартных процедур. Например, вручную вводятся данные об итогах досрочного голосования. Однострочный жидкокристаллический дисплей предназначен для вывода данных. В режиме голосования он показывает количество поданных бюллетеней, что фактически позволяет любому избирателю оценить явку на своём участке на момент собственного голосования. На случай неисправности в крышке имеется также щель для ручного голосования, позволяющая в экстренном случае использовать электронную урну как обычную.
Существует три модели: КОИБ-2003 (в настоящее время[когда?] не эксплуатируется и снята с производства), КОИБ-2010 и КОИБ-2017. В моделях КОИБ-2010 и КОИБ-2017 отсек для бюллетеней выполнен из полупрозрачных материалов.
Непосредственно во время голосования электронные урны работают в паре, обращаясь к общей дублированной базе данных. В случае неисправности одной из них голосование может быть продолжено с использованием второй. К любому из комплексов может быть подключён принтер для распечатки протокола избирательной комиссии. Через телекоммуникационные сети данные об итогах голосования могут быть переданы системе «ГАС Выборы». Результаты голосования на участке также могут вводиться оператором в ГАС вручную, что часто и происходило.

## Ограничения применения
В силу конструктивных особенностей сканирующего устройство имеются ограничения к размеру избирательных бюллетеней.
С учётом специфики работы КОИБ в соответствии с пунктом 1 Постановления ЦИК России от 6 марта 2013 года № 165/1212-6 «О порядке использования при голосовании на выборах в органы государственной власти субъектов Российской Федерации, органы местного самоуправления, референдумах технических средств подсчета голосов — комплексов обработки избирательных бюллетеней и комплексов для электронного голосования» устройство не применяется на выборах и референдумах:
- на избирательных участках, участках референдума, на которых количество передаваемых бюллетеней не позволит осуществить тестирование и проведение тренировки установленным Инструкцией о порядке использования технических средств подсчета голосов — комплексов обработки избирательных бюллетеней 2010 на выборах и референдумах, проводимых в Российской Федерации, количеством бюллетеней;
- на избирательных участках, участках референдума, образованных в местах временного пребывания избирателей, участников референдума (больницах, санаториях, домах отдыха, на вокзалах, в аэропортах, местах содержания под стражей подозреваемых и обвиняемых и других местах временного пребывания), в труднодоступных и отдаленных местностях, на судах, находящихся в день голосования в плавании, и на полярных станциях;
- на избирательных участках, участках референдума, если количество зарегистрированных кандидатов в одномандатных и многомандатных избирательных округах, а также избирательных объединений влечет превышение длины бюллетеня, установленной нормативными документами.

## Технические сбои
При эксплуатации КОИБ-2010 14 сентября 2014 г. были зафиксированы следующие виды технических неполадок: наматывание бюллетеня на вал протяжного механизма, зависание одного или обоих сканеров, рассинхронизация сканеров, замятие бюллетеня, неисправность клавиатуры, флэш-носителя информации, загрязнение и повреждение сканирующих линеек, неправильное распознавание отметок (при тестировании), возврат бюллетеней, отказ блока питания, выдача сообщения «ИД не обнаружены». Всего было зафиксировано 277 технических отказов.
На выборах в субъектах РФ 14 октября 2012 г. на 3 избирательных участках комиссии признали действительными бюллетени, которые КОИБы классифицировани как недействительные. Причина — сгибы бумаги, проходящие через квадраты для отметок избирателя. Они распознавались сканером как отметка избирателя. Протокол с участка был составлен только в ручном варианте.

## Оценки работы устройства
Александр Игнатов (исполнительный директор Российского института избирательного права, с. 118): 
...голосование на выборах у нас проводится по старинке, как и 100 лет назад. ... необходимо обеспечить как минимум две вещи: надёжность систем голосования и доверие к ним избирателей и участников выборов. ... доверять технике подобного рода можно, если чётко понимаешь принципы и порядок её работы. Хочется всегда иметь возможность проверить технику, пересчитав голоса вручную.

Такие механизмы, кстати, предусмотрены в КОИБ: голосование в нём осуществляется с помощью бумажных бюллетеней, которые в любой момент можно пересчитать старым проверенным способом.

Евгений Шевченко (представитель партии Патриоты России в ЦИК, с. 100): 
...важно повысить доверие к этим техническим средствам: помимо электронного подсчёта голосов параллельно может вестись и ручной подсчёт — и данные должны сопоставляться. Подобный опыт был, к примеру, в Челябинской области на прошлых выборах. Данные ... совпали.
Валерий Рашкин (депутат от КПРФ):
...Там, где применялись КОИБы, в принципе не делался ручной пересчет голосов, который предусмотрен законом для сверки результатов, подсчитанных машиной. Решение об этом принимается ЦИК - это способствует доверию к выборам. ... Однако сейчас такого нет, более того - на одном участке члена избиркома, который потребовал провести пересчет, избили, причинив ему телесные повреждения (в частности, сломав ему ногу). За 1 год, в процессе судебного разбирательства, пострадавший Егоров был переквалифицирован судьёй  в свидетеля; суд отказался рассматривать видеозапись событий; а уголовное и политическое преступление было квалифицировано как "мелкое хулиганство".

Что стоит за упорным нежеланием ЦИК и других комиссий проводить такую, в общем-то простую и понятную операцию? Мы склонны сделать вывод о том, что в КОИБы заранее заложена определенная программная операция, меняющая в нужную сторону результаты голосования. Контроль же за КОИБами в принципе не осуществляется никем, кроме представителей власти.

## Критика
По сообщениям избирательных комиссий, тесты КОИБов показывают, что точность подсчёта голосов при их использовании выше, чем при ручном подсчёте членами участковой избирательной комиссии. Однако такая точка зрения разделяется не всеми. Высказывается мнение, что эти устройства могут быть использованы для фальсификации итогов голосования. Претензии предъявляются уже к самому принципу автоматизированного подсчёта голосов как непрозрачному, закрытому для общественного контроля и уязвимому перед злоумышленниками. В целях облегчения наблюдения за выборами и выявления возможных нарушений или ошибок программного обеспечения нормативы ЦИК предусматривают проведение ручного пересчёта голосов, по решению ЦИК даже для выборов в муниципальные ОМСУ, только на 5 % оборудованных КОИБ участков, выбираемых по жребию.
В 2013 году компьютерщики-энтузиасты нашли на сайте госзакупок исходные программные коды КОИБов, которые обрабатывали голоса на выборах мэра Москвы 8 сентября 2013 года. Оказалось, возможностей для манипуляций с электронными урнами не меньше, чем с обычными. Так, например, программисты обнаружили в кодах КОИБов уязвимости, которые дают возможность изменить количество голосов, отданных за кандидатов. Уязвимости в КОИБах были допущены разработчиками частной фирмы ЗАО «КРОК-инкорпорейтед», которая распоряжается программным обеспечением, доставляет и контролирует КОИБы во время выборов и в межвыборный период. КОИБы хранятся на складе фирмы, а сотрудники «КРОК-инкорпорейтед» являются операторами КОИБ на презентациях. Владельцем «КРОК-инкорпорейтед» является Борис Бобровников. В феврале 2009 года он был включен в «первую сотню» резерва управленческих кадров, находящихся под патронажем Президента Российской Федерации. 
Под сомнение ставится способность электронных урн распознать недействительные и поддельные бюллетени. Ряд подобных проблем признаётся в докладах специалистов избиркомов: КОИБ не всегда распознаёт слишком бледные отметки в бюллетенях, может принять типографский брак за отметку, неверно оценить подлинность бюллетеня. Сторонние эксперты отмечали неспособность КОИБа отличить действительный бюллетень от его чёрно-белой ксерокопии или вовсе неразличение цвета сканером устройства.
Обнаружен простой способ получения фальсифицированного протокола при исправной и точной работе КОИБа и всех его составных частей — за счёт блокировки контактов картриджа принтера и предварительной закладки фальшивого бюллетеня в лоток для бумаги. Предполагают, что этот способ использовали на выборах в Хакасии.

## Практика применения на выборах Президента РФ в 2018 году
В соответствии со статьёй 68 (п. 32) закона № 67-ФЗ, на не менее чем 3 избирательных участках в пределах одной территориальной комиссии проводится пересчёт бюллетеней вручную после подсчёта голосов КОИБами. На конференции сообщили, что в начале 2000-х гг., при внедрении новой техники, недоверчивые избиратели потребовали провести пересчёт вручную — и он был выполнен.
По оценкам члена ЦИК Левичева, на президентских выборах в 2018 г. с помощью КОИБов проголосует порядка 30 млн избирателей (то есть более 40 % избирателей).
Но при проведении президентских выборов в 2018 году пересчёт не проводился ни разу — в отличие от того, как это делали при Чурове. 
Более того, на московском УИК № 667 члена избиркома Ивана Егорова, потребовавшего провести пересчёт, избили и сломали ему ногу, он был доставлен в НИИ скорой помощи Склифосовского, где потерял сознание на операционном столе. Зюганов констатировал, что контроль за КОИБами осуществляется исключительно представителями власти, и потому результаты, полученные с их помощью, не заслуживают доверия. 
Представитель «Яблока» (Б. Г. Мисник) также заявил, что при подсчёте КОИБами и ГАС «Выборы» результат может быть запрограммирован и федеральный политический комитет «Яблока» не признал объявленные ЦИК результаты как реальные результаты выборов.
Позднее выяснилось, что в одном случае, в Башкирии, пересчёт бюллетеней вручную был проведён. Он показал, что при реальной явке, вдвое меньшей показанной КОИБом, за действующего президента было реально подано значительно меньше голосов. Члены избирательной комиссии заявили, что проводилось тестирование устройства, и затем оно по ошибке просуммировало оба результата.
Даже член ЦИК в своём особом мнении отметил, что в ходе предвыборной кампании и во время самих выборов имели место многочисленные нарушения; в том числе:
Увеличение количества используемых ... комплексов обработки избирательных бюллетеней (КОИБ) не сопровождалось адекватным расширением юридически обеспеченных возможностей контроля функционирования заложенных в них программных продуктов. Более того, ЦИК России не использовала предоставленное пунктом 32 статьи 68 Федерального закона «Об основных гарантиях избирательных прав и права на участие в референдуме граждан Российской Федерации» право определить территории, на которых производится контрольный подсчет голосов избирателей непосредственно членами участковых избирательных комиссий (ручной подсчет голосов). 
На основании изложенного Колюшин заключил, что результаты выборов, объявленные ЦИК, получены в том числе за счёт нарушения принципа свободных выборов.